# フェイセズ

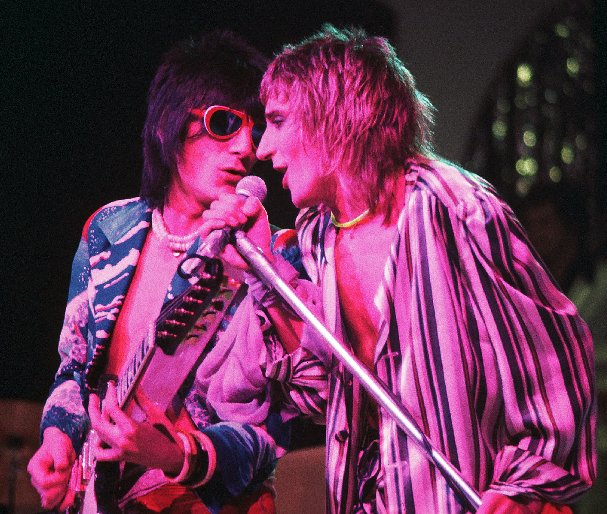
ロン・ウッド（左）とロッド・スチュワート、1975年のステージ

フェイセズ (Faces) は、1969年代の末から1970年代の半ばまで活動したイングランドのロック・バンド。ヒット曲としては「ステイ・ウィズ・ミー」「デブリ」「いとしのシンディ」「ウー・ラ・ラ」「ボースタル・ボーイズ」「フライング」「3つのボタン」「アラウンド・ザ・プリンス」「リアル・グッド・タイム」等が挙げられる。
2012年、前身のスモール・フェイセスと共にロックの殿堂入りを果たした。

## 来歴
1968年の末に、スモール・フェイセスからスティーヴ・マリオット（ギター、ヴォーカル）が脱退。残されたロニー・レーン（ベース・ギター）、イアン・マクレガン（キーボード）、ケニー・ジョーンズ（ドラムス）の3人は、元ジェフ・ベック・グループのロッド・スチュワート（ヴォーカル）とロン・ウッド（ギター）を迎え、バンドをフェイセズと改名した。
スチュワートはフェイセズのメンバーとしての活動と並行してソロ活動を行ない、他のメンバーは彼のソロ・アルバムのレコーディングにも参加した。しかし彼のソロ活動がフェイセズの活動よりも大きな成功を挙げるようになったので、マネージャーはフェイセズのツアーでより大きな収益を上げるためにも、必然的に看板をロッド・スチュワート・フェイセスとせざるを得なくなった。スタッフはメンバーが到着する直前に看板からロッド・スチュアートの部分を外したりしたが、メンバーがそのような裏工作に気がつくのは時間の問題であった。
1973年に発表された彼等の最後のスタジオ・アルバム『ウー・ラ・ラ』のレコーディングの前半では、スチュワートはスタジオに顔を出すことが少なく、アルバムはバンドの創設者で精神的主柱であり多くの楽曲を手掛けてきたレーンの主導によって制作されていった。後年、マクレガンはこのアルバムはレーンのアルバムだと語っている。アルバムが発表されると、スチュワートは同作を非難したコメントを音楽誌に発表。他のメンバーはそれに憤慨し、レーンは幻滅を感じて同年にバンドを脱退した。
リーダーを失った彼等はバンドの継続を選んで、彼の後任にフリーのベーシストだった山内テツを迎え、翌1974年にロッド・スチュワート・アンド・フェイセズの名義でライブ・アルバム『ロッド・スチュワート&フェイセズ＝ライヴ』を発表。同年2月には日本公演を行なった。しかしこのライブ・アルバムにはかつてレーンが醸し出していたグルーブ感はなく、タイトルの通りロッド・スチュアート＆バック・バンドという感が強かった。さらに録音の悪さも相まって、評論家達に酷評された。
1975年にはウッドがローリング・ストーンズと活動を始め、スチュワートと他のメンバーの相違が明確になった。その結果、彼等は同年に解散した。
後にスチュアートはこう語っている。「ロニーはストーンズにおいてのキースみたいな存在だった。ロニーの脱退と共にフェイシズの魂は無くなってしまった」。

## 評価
同じ時代のバンドであるローリング・ストーンズやザ・フーと比較すると、フェイセズの成功は若干地味であるが、彼等はパンク・ロックの誕生に重大な役割を果たしたと言えよう。彼等の精力的で、しばしばアルコールの多く入ったライブ・パフォーマンスおよびスタジオ・アルバムはザ・ダムドやニューヨーク・ドールズ、そしてセックス・ピストルズといったバンドの結成に大きな影響を与えた。パンク・ムーブメントが終了した後も、フェイセズはレプレイスメンツからブラック・クロウズ、パール・ジャム、シャーラタンズ、ホワイトアウト、ステレオフォニックスといったロック・リバイバリストたちに影響を与えた。

## その後
1973年に脱退したレーンはスリム・チャンスを結成した後、ソロとして活動したが、多発性硬化症に罹り、1997年に肺炎により死去する。
ジョーンズは1978年に死去したキース・ムーンの後任として1979年1月にザ・フーに加入して、1983年の解散まで在籍した。
マクレガンは解散後にローリング・ストーンズのツアーに参加。ザ・フーのピート・タウンゼントによってジョーンズと同様にザ・フーに加入することも検討されたが、1978年にムーンの元妻キムと結婚してアメリカに移り、バンプ・バンドを結成。のちにセッション・ミュージシャンとして成功した。2014年死去。
スチュワートはソロ・シンガーとしてさらに大きく成功した。ウッドはローリング・ストーンズにサポート・メンバーとして参加した。

## 再結成
2008年6月11日、スチュワートは元メンバーがフェイセズの再結成について話し合ったと発表した。内容はレコーディングと最低1、2回のコンサートを行うというものだった。同年11月上旬に再結成の公式ウェブサイトが開かれ、11日にはスチュワート、ウッド、マクレガン、ジョーンズが「まさしく曲を思い出せるかどうかチェックする」リハーサルを行った。しかし2009年1月23日、スチュワートのスポークスマンが同年の再結成ツアーの計画を否定した。
2009年9月24日、ウッド、ジョーンズ、マクレガンがロンドンのロイヤル・アルバート・ホールで演奏権協会の慈善基金のためのチャリティ・コンサートを行うことを発表した。ウッドは「これは俺たちにとって特別になるだろう。そのような素晴らしくて評判の高いイベントで再結成のステージが行えるなんて」「ロニー・レーンと一緒にできないのは悲しいことだが、彼の精神は共に側にいて、神の加護があるだろう」と語った。レーンの未亡人ケイティはチャリティの一部を受け取ることになった。コンサートは同年10月25日に行われ、3人はビル・ワイマンをベーシストに迎え、シンプリー・レッドのミック・ハックネルを初め様々なヴォーカリストと共演した。
2010年5月25日、フェイセズはミック・ハックネル（ヴォーカル）と元セックス・ピストルズのグレン・マトロック（ベース）を迎えて公式に再結成された。彼等は2010年のフェスティバル、2011年にはフジ・ロック・フェスティバルに出演した。
2010年6月23日、日本のみでオリジナルアルバム4タイトルと、ベストアルバム1タイトルがLPレコードを再現した紙ジャケット仕様、日本独自の最新リマスターCDで再発売された。
2020年2月18日、イギリスで開催されたBrit Awards 2020で、スチュワート、ウッド、ジョーンズが共演して「ステイ・ウィズ・ミー」を披露した。
2025年、ジョーンズがスチュワート、ウッドとともにニュー・アルバムのために11曲の新曲をレコーディングしたことを明らかにする。

## ディスコグラフィ

### スタジオ・アルバム
- 『ファースト・ステップ』 - First Step (1970年)
- 『ロング・プレイヤー』 - Long Player (1971年)
- 『馬の耳に念仏』 - A Nod Is as Good as a Wink...To a Blind Horse (1971年)
- 『ウー・ラ・ラ』 - Ooh La La (1973年)

### ライブ・アルバム
- 『ロッド・スチュワート&フェイセズ＝ライヴ』 - Coast to Coast: Overture and Beginners (1974年)

### コンピレーション・アルバム
- Rod Stewart and the Faces  (1972年)
- 『スネイクス&ラダーズ』 - Snakes And Ladders / The Best of Faces (1976年)
- 『ベスト・オブ・フェイセズ』 - Good Boys... When They're Asleep (1999年)
- Five Guys Walk into a Bar... (2004年) ※レア音源を含む4枚組ボックス
- You Can Make Me Dance, Sing or Anything: 1970 - 1975 (2015年) ※全スタジオ・アルバムとボーナス・ディスクの5枚組ボックス

## 日本公演
- 1974年
  - 2月15日、17日 大阪厚生年金会館（2日目はキャンセル）
  - 2月19日、20日 日本武道館
- 2011年
  - 7月30日 FUJI ROCK FESTIVAL 2011（2日目のヘッドライナー）